# Backbeat - Tutti hanno bisogno di amore
Backbeat - Tutti hanno bisogno d'amore (Backbeat) è un film del 1994 diretto da Iain Softley.
Si tratta del primo lungometraggio di Softley, regista veterano dei videoclip che precedentemente aveva lavorato come regista televisivo per la Granada Tv e BBC.
La pellicola si basa sul libro biografico The real life story behind backbeat Stuart Sutcliffe - The lost Beatles.

## Trama
Nel 1960 Stuart Sutcliffe viene ferito alla testa dopo una lite. In seguito si trasferisce ad Amburgo per suonare con il gruppo Johnny and the Moondogs, i futuri Beatles. Proprio lì incontra la fotografa tedesca Astrid Kirchherr di cui si innamorerà, e per la quale abbandonerà il gruppo. Sutcliffe muore tra le braccia di Astrid il 10 aprile 1962 a causa di un'emorragia cerebrale. Due anni dopo, I Want to Hold Your Hand, singolo dei Beatles, vende 13 milioni di copie in tutto il mondo.

## Produzione
Le riprese avvennero tra il marzo e agosto 1993 ad Amburgo e a Londra; 
alcune vennero girate anche nei Merseyside. La scena del Top Ten Club di Amburgo venne girata al The Dome di Tufnell Park, a Londra. Le scene interne vennero realizzate presso i Mister Lighting Studios ad Acton (Londra).

## Colonna sonora
La pellicola vede i brani dei Beatles suonati e riarrangiati dai migliori musicisti degli anni novanta, ossia Mike Mills (R.E.M.), Thurston Moore (Sonic Youth), Dave Grohl (Nirvana, Foo Fighters), Dave Pirner (Soul Asylum), Greg Dulli (The Afghan Whigs), Don Fleming (Gumball) e Henry Rollins (Black Flag).
La colonna sonora non comprende brani firmati da Lennon e McCartney ma altri pezzi rock 'n' roll di altri artisti eseguiti realmente dai Beatles ai loro esordi.
Unico brano non inciso per la colonna sonora è la versione originale di My Bonnie, interpretata da Tony Sheridan accompagnato dai Beatles.

## Riconoscimenti
- BAFTA 1995: Premio Anthony Asquith per la Miglior Colonna Sonora (Don Was)
- 2 nomination ai BAFTA 1995:
  - Premio Alexander Korda per il Miglior Film Britannico (Finola Dwyer, Stephen Woolley, Iain Softley)
  - Miglior Sonoro (Glenn Freemantle, Chris Munro, Robin O'Donoghue)
- Cleveland International Film Festival 1994: Miglior Film (Iain Softley)
- Evening Standard British Film Awards 1995]: Miglior Promessa Emergente (Ian Hart)
- London Critics Circle Film Awards 1995: Esordiente Britannico dell'Anno (Iain Softley)

## Curiosità
- Sheryl Lee era l'attrice più nota del cast, celebre per il ruolo di Laura Palmer ne I segreti di Twin Peaks; l'attrice statunitense, che interpreta la tedesca Astrid Kirchherr, è nata in Germania.
- Tra gli interpreti secondari, Freda Kelly, che impersona la madre di George Harrison: Freda fu segretaria del fan club ufficiale dei Beatles dal 1962 al 1972.